# Absonus
Genre
Absonus est un genre d'opilions laniatores de la famille des Zalmoxidae.

## Distribution
Les espèces de ce genre sont endémiques du Venezuela. 

## Liste des espèces
Selon World Catalogue of Opiliones (24/11/2023) :
- Absonus ayalai González-Sponga, 1987
- Absonus caracasensis González-Sponga, 1987

## Systématique et taxinomie
Ce genre a été décrit par González-Sponga en 1987 dans les Phalangodidae. Il est placé dans les Zalmoxidae par Kury en 2003.

## Publication originale
- González-Sponga, 1987 : « Aracnidos de Venezuela. Opiliones Laniatores I. Familias Phalangodidae y Agoristenidae. » Boletin de la Academia de Ciencias Fisicas, Matematicas y Naturales, vol. 23, p. 1–562.